# Minmi paravertebra
Minmi este un gen de ankilozauri (dinozauri erbivori blindați, care a apărut în jurasicul timpuriu și a dispărut în cretacicul târziu). A viețuit în Australia, aproximativ 133-120 de milioane de ani în urmă. Este numit după Minmi Crossing, în apropierea căruia a fost descoperit dinozaurul în 1964.